# 박용권
박용권(1950년 6월 13일 ~ )은 대한민국의 정치인이다. 제3대 광주 남구청장을 역임했다.

## 학력
- 영광국민학교 (졸업)
- 중학교·고등학교 검정고시
- 조선대학교 사회복지학과 (학사 / 졸업)
- 광주대학교 산업대학원 경영학 (석사 / 졸업)

## 역대 선거 결과
|  | 71.97% |

|  | 72.12% |

|  | 8.93% |